# Proyecto PIRAmIDE

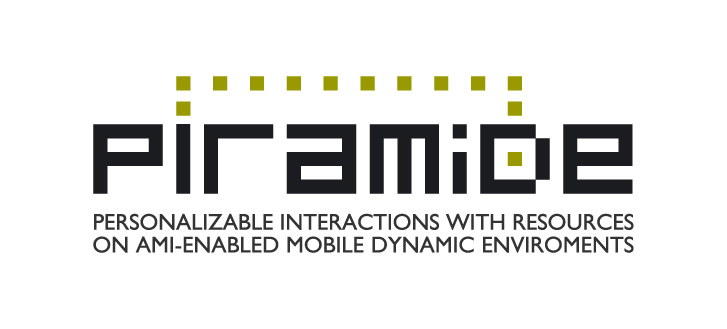

PIRAmIDE es un proyecto singular de carácter estratégico liderado por Treelogic y cofinanciado por el Ministerio de Industria, Turismo y Comercio de España dentro del programa Avanza I+D. Se trata de un proyecto iniciado en 2008 y que finaliza en 2011.
El proyecto PIRAmIDE tiene por misión la transformación de los dispositivos móviles en un sexto sentido que asista y medie por los usuarios facilitando y mejorando sus interacciones diarias con los objetos cotidianos que les rodean en sus entornos de trabajo, hogar, lugares públicos, etc.
El objetivo del proyecto PIRAmIDE es analizar, definir, implementar y explotar las capacidades de los dispositivos móviles como herramientas para la sensorización y captura de información y servicios asociados a los objetos con los que interaccionamos a diario.

## Miembros colaboradores
- Treelogic
- UPM (Universidad Politécnica de Madrid)
- Universidad de Deusto
- AECOC (Asociación Española de Codificación Comercial)
- Telefónica I+D
- Siemens
- ONCE-CIDAT
- Inixa
- Universidade da Coruña
- ATOS Origin
- Universidad Rey Juan Carlos
- Abama
- Agotek
- AIICPA (Asociación de Investigación de Industrias Cárnicas del Principado de Asturias)
- UPCT (Universidad Politécnica de Cartagena)
- NomaSystems
- Servinform